# Ernst Gruner
Georg Ernst Robert Gruner (* 15. November 1853 in Coburg; † 3. Januar 1925 in Berlin) war ein deutscher Verwaltungsbeamter, der insbesondere in der Versicherungsaufsicht tätig war. Zwischen 1902 und 1914 leitete er als Präsident das Kaiserliche Aufsichtsamt für Privatversicherung.

## Werdegang
Gruner studierte Rechtswissenschaft und war nach seinem Eintritt in den Staatsdienst 1875 zunächst als Assessor im Herzoglichen Justizamt Coburg tätig. Nach kurzer Anstellung im Herzoglichen Staatsministerium 1878 und anschließender Beförderung zum Amtsassessor wurde er im gleichen Jahr zunächst ins Justizamt Thal und ab Dezember ins Justizamt Ohrdruf sowie im folgenden Jahr ins Justizamt Liebenstein versetzt, ehe er ab September 1879 im herzoglichen Landratsamt Coburg wirkte. 1885/86 führte er für mehrere Monate vertretungsweise die Geschäfte des Coburger Landrats und rückte 1886 zum Regierungsassessor in Gotha auf, wo er unter anderem für die Kasse der Herzoglichen Leihanstalt und die Waisenversorgungsanstalt des Herzogtums Gotha zuständig war. Nach seiner Beförderung zum Staatsrat am 21. Juni 1886 wechselte er 1887 erst vorläufig und 1888 endgültig nach Berlin in den Reichsdienst.
Zunächst arbeitete Gruner im Reichsversicherungsamt und dann als Vortragender Rat im Reichsamt des Innern. 1902 übernahm er nach dem überraschenden Tod Erich von Woedtkes die Präsidentschaft des erst im Vorjahr gegründeten Kaiserlichen Aufsichtsamts für Privatversicherung. Nachdem er zuvor bereits maßgeblich an der Entwicklung des 1901 erlassenen Versicherungsaufsichtsgesetzes – und damit der Grundlage für die Einführung der Behörde – mitgewirkt hatte, etablierte er das reichsweite Aufsichtsamt in seiner bis 1914 währenden Amtszeit. Zudem war er in der Folge auch in die Entwicklung des 1908 verkündeten und 1910 in Kraft getretenen Gesetzes über den Versicherungsvertrag involviert, das die über die allgemeinen Regelungen des 1900 in Kraft getretenen Bürgerlichen Gesetzbuches hinausgehenden Spezifika in der vertraglichen Gestaltung von Versicherungsverträgen berücksichtigte und insbesondere die Versicherungsunternehmen als Vertragspartei gegenüber dem Wissensvorsprung der Kunden absichern sollte.
Nach der Übergabe des Präsidentenamtes an Bernhard Jaup, der bis 1922 auch dem Nachfolger Reichsaufsichtsamt für Privatversicherung vorsaß, beteiligte Gruner sich als Autor von Büchern, Artikeln und weiteren Schriften weiter an der Fortentwicklung des privaten und sozialen Versicherungswesens in Deutschland. Dabei sprach er sich nach dem Ersten Weltkrieg insbesondere gegen die Verstaatlichung der privaten Versicherungswirtschaft aus.
Gruner war seit 1884 mit der aus St. Petersburg stammenden Adele (1864–1952) verheiratet, die aus der russischen Großfabrikanten und -handelsfamilie San-Galli stammte (Franz San-Galli war ihr Onkel). Er ist ein Nachfahr des lutherischen Theologen Johann Friedrich Gruner. 1907 wurde ihm die Ehrendoktorwürde der Georg-August-Universität Göttingen verliehen.

## Werke
- Die Neugestaltung des preußischen Wahlrechts (1917)
- Die Arbeitslosenversicherung auf der Grundlage des Sparzwanges (1918)
- Die Arbeiter-Gewinnbeteiligung (1919)